# Vijay Mallya

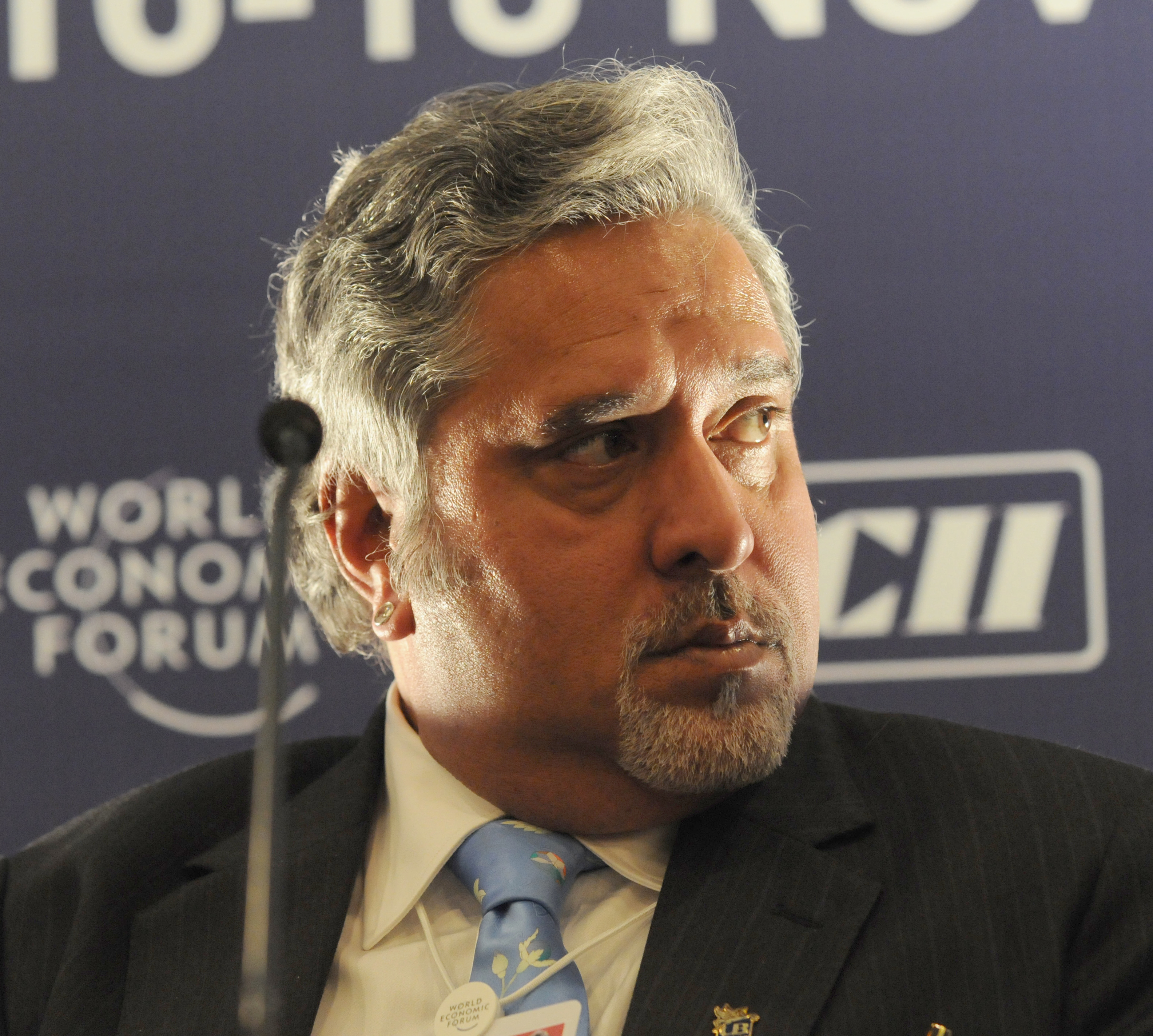
Vijay Mallya (2008)

Vijay Mallya (Calcutta, India, 18 december 1955) is een Indiaas zakenman, en lid van Rajya Sabha, (de Senaat) van India. Hij is de zoon van de industrieel Vittal Mallya.

## Carrière
Vijay Mallya was de voorzitter van UB Group, een conglomeraat met activiteiten als bierbrouwen (United Breweries) en de luchtvaartmaatschappij Kingfisher Airlines. UB Group ontleent zijn naam aan de brouwerij en de luchtvaartmaatschappij is vernoemd naar het bekendste biermerk van de brouwerij, Kingfisher.

### United Breweries
Hij erfde het belang in United Breweries (UB) van zijn vader. UB is de grootste bierproducent van het land met een marktaandeel van 52%. Heineken kreeg een minderheidsbelang van 37,5% in UB na de overname van Scottish & Newcastle Breweries in 2008. Korte tijd later werd Mallya, met instemming van Heineken, voor het leven benoemd als voorzitter bij UB.

### Kingfisher Airlines
Kingfisher begon in mei 2005 met vliegen als lagekostenluchtvaartmaatschappij. Al snel werd het bedrijf geconfronteerd met hogere brandstofkosten die niet in de ticketprijzen verrekend konden worden door de overcapaciteit in de markt. Voor Kingfisher liepen de verliezen en ook de schulden op. In 2012 ging Kingfisher Airlines failliet, salarissen werden niet meer betaald en grote schulden bleven onbetaald achter. Vijay Mallya wordt beschuldigd van uitgebreide financiële malversaties, waaronder witwassen en fraude, en is voor 27 zaken voor de Indiase rechter gedaagd, waarvan 22 in relatie tot Kingfisher Airlines. In april 2015 werd zijn privé vliegtuig verkocht om de luchthavenheffingen te betalen voor de vliegtuigen die daar gestald stonden.

### Uit het land gevlucht
In 2016 vluchtte hij naar Londen, omdat hij niet vertrouwde op een eerlijk proces. De Indiase regering heeft de Britse regering om zijn uitlevering gevraagd. In mei 2017 werd beslag gelegd op zijn aandelenbelang van 31% in UB door de Indiase overheid om zijn schulden af te lossen. Heineken wil dat Mallya aftreed als bestuursvoorzitter en heeft ook belangstelling getoond om de resterende aandelen in UB over te nemen. In juli 2021 verklaarde een Britse rechtbank hem failliet. Dit opent de weg voor Indiase banken om zijn bankrekeningen te blokkeren en het geld te gebruiken voor de achterstallige betalingen.

## Formule 1
Op 2 september 2007 werd bekend dat een consortium bestaande uit Vijay Mallya, Michiel Mol en Jan Mol een bod van € 80 miljoen heeft uitgebracht op het Spyker F1-team. Het Formule 1-team werd overgenomen, en de nieuwe naam werd - met ingang van het seizoen 2008 - veranderd in Force India F1 team.

## Politieke carrière
Naast zijn lidmaatschap van de Senaat, zit Mallya sinds 2000 ook in de lokale, staatgebonden politiek toen hij Subramanian Swamy verving als het hoofd van de Janata Party, een afsplitsing van de oorspronkelijke Janata Dal partij. Zijn partij deed mee aan de parlementsverkiezingen in Karnataka, maar won ondanks een heftige campagne geen enkele zetel. Sindsdien wordt er weinig meer van deze partij vernomen.
- Gemeinsame Normdatei: 1215920229
- Library of Congress Control Number: n2012201807
- Nationale Bibliotheek van Israël: 987007364590305171
- Virtual International Authority File: 261438451
- WorldCat: E39PBJghr66HT88q494gXBrH4q